# St-André (Yainville)

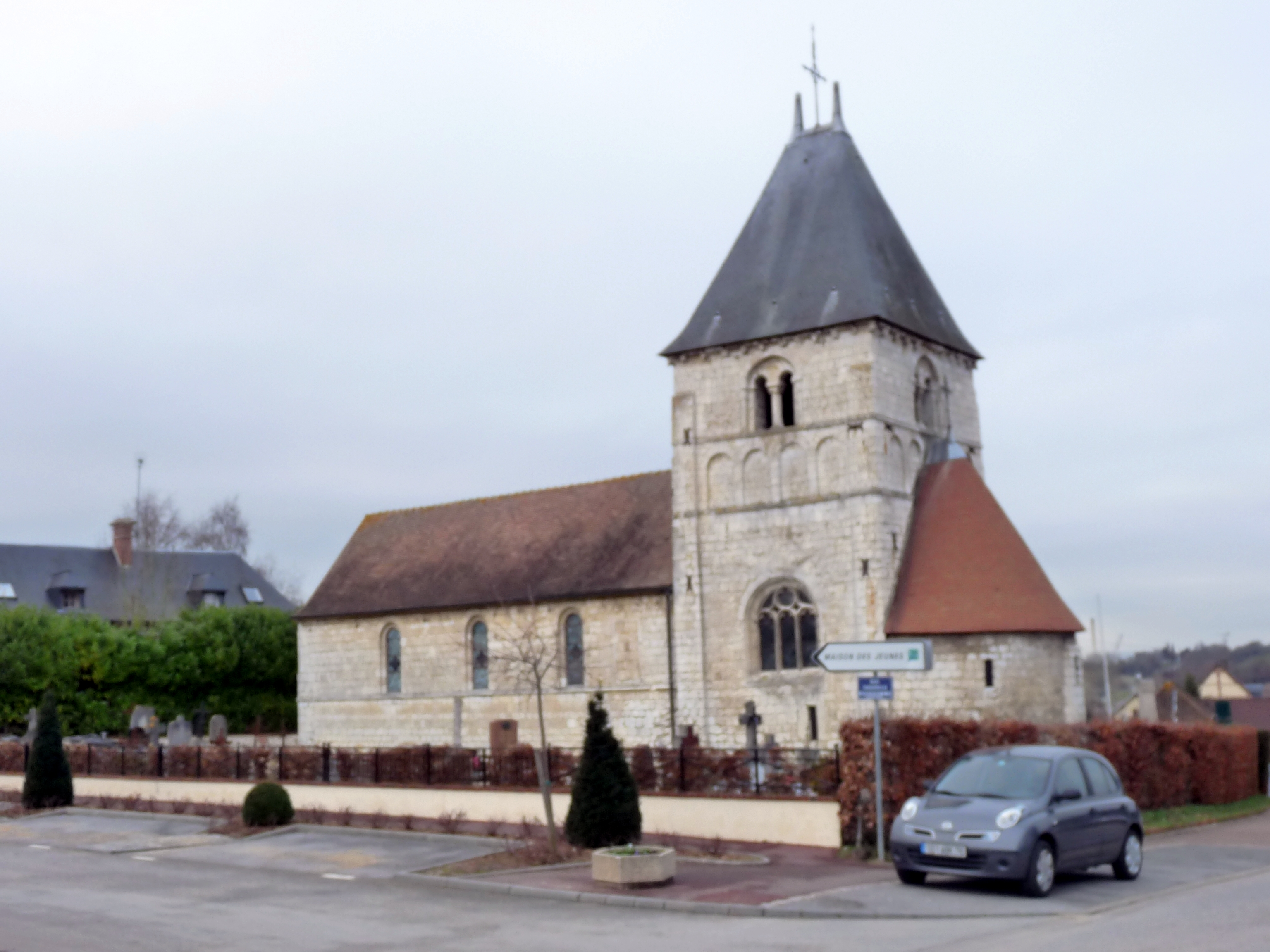
St-André in Yainville

St-André ist eine römisch-katholische Kirche in Yainville im Département Seine-Maritime in der Region Normandie. Die romanische Kirche ist seit 1846 als Monument historique klassifiziert.

## Geschichte
Die Kirche St-André geht mit ihrem einschiffigen romanischen Langhaus auf das 11. Jahrhundert zurück und ist dem heiligen Apostel Andreas geweiht. Dem Langhaus schließt sich ein wuchtiger Chorturm aus dem 12. Jahrhundert mit dem Chorraum im Turmuntergeschoss, mit Halbkreisapsis im Osten, an. Im Jahr 1210 wurde durch Papst Innozenz III. der Besitz des Gotteshauses der Abtei Jumièges bestätigt. Nach der Französischen Revolution diente die Kirche als Scheune und geriet dadurch in eine schlechte bauliche Verfassung, die nahezu zum Abbruch des Gebäudes geführt hätte. Die Einwohner von Yainville konnten schließlich die Restaurierung der Kirche ermöglichen, an der seit 1851 wieder ein Geistlicher wirkte. Im 19. Jahrhundert wurde an der Nordseite auch die Sakristei angefügt.